# A negyedik út
A negyedik út G. I. Gurdjieff által használt kifejezés, ami a saját megközelítését írja le a személyiség fejlesztéshez. Gurdjieff úgy gondolta, hogy ez a módszer az általa legfontosabbnak tartott három utat vagy iskolát kombinálja: a testet, az érzelmeket és az elmét.
A test útja a fakíré, ösztönös-mozgó-érzékelő emberek, nem túl sok gondolattal és érzelemmel. A szerzetes útja, a vallásos út az érzelmi embereké. Az elme és a test nem erős. A harmadik út a jógiké. A szív és a test nem erős. Ezek közül akármelyik esetben, ha a másik két út túl erős, akkor ez azt jelentheti, hogy valamilyen akadály van. Létezik egy negyedik út is azoknak, akik nem tudják az első hármat használni.
Gurdjieff szerint a legfőbb különbség a három hagyományos és a negyedik út között, hogy „az első három állandó, melyek nagyjából érintetlenül élték túl a történelmet, és valláson alapszanak. Azok az iskolák, ahol jógik, szerzetesek és fakírok vannak, nem igazán különböztethetők meg a vallási iskoláktól. A negyedik út abban különbözik, hogy az nem állandó út. Nincsenek speciális formái vagy intézményei, és a saját törvényei által kontrollálva jön-megy.”
Manapság a „Negyedik utat” emlegetik még úgy is, mint „a munka”, „a Gurdjieff-munka”, „önmagunkon való munkálkodás”, „a rendszer”. Gurdjieff soha nem használta a „negyedik út” kifejezést az írásaiban; a tanítványa, P. D. Ouspensky kezdte el használni saját írásaiban és előadásain. Ouspensky halála után tanítványai kiadták A negyedik út című könyvet a tanításai alapján.
A negyedik út főként azt a kérdést tárgyalja, hogy hol az emberek helye az univerzumban, mik a lehetőségeik a belső fejlődésre, továbbá segít nekik túllépni a testen, hogy képesek legyenek egy magasabb tudatállapotot elérni. Hangsúlyozza, hogy az emberek az úgynevezett „éber álom” állapotában élik az életüket, de lehetséges magasabb tudati szintet és belső képességeket elérni.
A negyedik út megtanítja az embereket, hogyan lehet növelni és fókuszálni a figyelmüket és energiájukat különböző módokon, és hogyan csökkenjen minimálisra az álmodozás és a „nem-tudatosság”.
A tanítás szerint pedig ez a belső fejlődés a kezdete egy lehetséges jövőbeli változásnak, melynek célja, hogy az embert olyanná alakítsa, amilyennek Gurdjieff szerint lennie kellene.

## Áttekintés
Gurdjieff tanítványai hittek abban, hogy ő egy spirituális mester volt, aki objektív tudattal rendelkezik, és olyan ember, aki teljesen éber vagy megvilágosodott. Egyesek ezoterikusként vagy okkultistaként tekintettek rá. Ő egyetértett azzal, hogy a tanítás ezoterikus, de állította, hogy nem volt titokba burkolva, inkább úgy gondolta, hogy sokan vagy nem érdeklődnek, vagy csak nincsenek felruházva a képességgel, hogy megértsenek bizonyos elképzeléseket. Mikor arról kérdezték, hogy mi a tanításának lényege, Gurdjieff azt mondta, hogy „A tanítás, melynek elmélete itt meghatározott, teljes mértékben önhordó, független egyéb vonalaktól, és ez idáig teljesen ismeretlen volt.” Gurdjieff tanításainak pontos eredete nem ismert, az emberek azonban több különböző forrást is megneveztek.
A negyedik út azt tanítja, hogy az emberek lélek nélkül születtek, és nincsenek tudatuknál, csupán azt hiszik a szocializációs folyamat következtében. A személynek létre kell hoznia egy lelket élete során, egy olyan tanítást követve, mely elvezet ehhez a célhoz, különben „kutyaként fog meghalni”. Az emberek alva születnek, alva élnek, és úgy is halnak meg, s csupán képzelik, hogy ébren vannak. A rendszer azt is tanítja, hogy az emberek szokásos ébrenléti tudata egyáltalán nem tudat, csak az alvás egy formája, és hogy egy ennél magasabb fokú tudatosság is elérhető.
Figyelemmel kapcsolatos gyakorlatokként Gurdjieff „szent táncokat” és „mozdulatokat” tanított a tanítványainak, melyek manapság Gurdjieff-mozdulatokként ismertek, melyeket ők egy csoportban adtak elő. Gurdjieff zenét is hagyott a tanítványaira, melyet a távoli kolostorokban vagy más helyeken hallott zene inspirált, és zongorára írt az egyik tanítványával, Thomas de Hartmann-nal együttműködve.

## Az utak
Gurdjieff azt tanította, hogy három útja lehet a tradicionális spirituális megvilágosodásnak:

### A fakír útja
A fakír arra törekszik, hogy elsajátítsa a figyelem mesterségét (önuralom), a fizikai testtel való küzdelmen keresztül, mely nehéz gyakorlatokat és testtartásokat foglal magában.

### A szerzetes útja
A szerzetes (vagy apáca) ugyanannak a figyelemnek (önuralom) az elsajátításán dolgozik, csak ők az érzelmeikkel küzdenek, a szívvel, ami a nyugati világban úgy ismert, mint a hithez vezető út, főleg a katolikus vallásban betöltött gyakorlat miatt.

### A jógi útja
A jógi szintúgy a figyelem (önuralom) mesterségét próbálja elsajátítani, a mentális szokásokkal és képességekkel való harcban.
Gurdjieff ragaszkodott ahhoz, hogy ezen utak gyakorlása – bár szándékozhatnak egy teljesen kidolgozott embert létrehozni – a valóságban általában bizonyos csoportok rovására történt. A vallás, a spiritualitás célja valójában az volt, hogy olyan kiegyensúlyozott, érzékeny és értelmes emberi lényeket hozzon létre, akik minden olyan eshetőséggel képesek megbirkózni, amit eléjük sodor az élet. A hagyományos módszerek általában nem érték el ezt. Gurdjieff ezért világossá tette, hogy szükséges volt egy olyan utat kifejleszteni, mely integrálta és kombinálta a három tradicionális utat. Gurdjieff önmagát annak az embernek látta, aki bemutatta ezt a tanítást, amit ő „A Negyedik Útnak” hívott.

## A negyedik út
Gurdjieff azt mondta, hogy az ő Negyedik Útja gyorsabb, mint az első három, mert ez szimultán kombinálja a három központ munkáját, mintsem egyenként végigvegye a három utat. Továbbá ez az út az átlagemberek számára is követhető a mindennapokban, hiszen nem igényel sivatagba vonulást idős korukra, és a szexuális energiát nem csupán utódnemzésre, hanem szublimációra is hasznosítja.
A negyedik út egy tanár által megszabott feltételekkel jár, de azok vak elfogadása nem ajánlott. Minden diáknak azt tanácsolják, hogy csak azt tegyék, amit megértenek, és hogy ellenőrizzék maguknak a tanár ötleteinek hitelességét.
A negyedik út hatalmas erőfeszítést igényel, hogy valaki folyamatosan a belső munkának szentelje magát, még akkor is, ha az ember világi szerepe nem sokat változott, ha egyáltalán. Annak ellenére, hogy ragaszkodott ahhoz, hogy tanár nélkül majdnem lehetetlen a munka, Gurdjieff hangsúlyozta az egyén felelősségét:
„A negyedik út abban különbözik a többitől, hogy elsődlegesen a megértést követeli az embertől. Egy ember semmit nem tehet, amit nem ért, kivéve ha a kísérlet alatt a tanára felügyeli és irányítja. Egy ember minél többet megért, erőfeszítéseinek annál nagyobb eredményei lesznek. Ez a negyedik út alapelve. A munka eredményei arányban állnak a munkavégzés tudatosságával. Semmilyen «hit» nem elvárt a negyedik úton, ellenkezőleg, minden hitet ellenez a negyedik út. A negyedik úton az ember meg kell, hogy győződjön az igazságról, amit mondtak neki. És amíg nem elégedett, addig semmit nem csinálhat.”
A negyedik út természeténél fogva nem való mindenkinek. Gurdjieff azt mondta, hogy az átalakítási rendszerének az úgynevezett „titkos tudása” nincs „elrejtve”, a legtöbb embert egyszerűen csak nem érdekli. Gurdjieff úgy hivatkozott azokra, akik képesek voltak elfogadni a munkát, mint „öt a húszból a húszból” – csak az emberek húsz százaléka gondolkodik valaha is komolyan magasabb szintű valóságokról. Ezek közül is mindössze húsz százalék dönt úgy, hogy tesz is valamit ezzel kapcsolatban. És közülük mindössze öt százalék jut el valaha valahova, tehát ötszáz emberből egy.
Azáltal, hogy összehozza a Fakír útját (szúfi tradíció), a Jógi útját (hindu és szanszkrit tradíciók) és a Szerzetes útját (többek között keresztény és buddhista tradíciók), Gurdjieff egyértelműen különböző hitvilágok kereszteződésénél helyezi el a Negyedik Utat. Azonban a Negyedik Út feltűnő hasonlóságokat mutat olyan lényeges ösvényekkel is, mint a Natja-jóga, ahol az „isteni játék” is alapvető fogalom.
Gurdjieff tanításainak egyik jelentős tényezője, hogy minden téma illeszkedik, és kapcsolódik egymáshoz. Így Gurdjieff szerint egy dolgot tanulva az ember egyszerre több témát tud tanulmányozni.
Ouspensky dokumentálta Gurdjieffet, miközben azt monda, hogy „két-háromezer évvel ezelőtt voltak még más utak, melyek már nem léteznek, és azok, melyek most léteznek, még nem voltak ennyire megosztottak, sokkal közelebb álltak egymáshoz. A negyedik út a régi és új utaktól is különbözik, hiszen sosem tartós út. Nincs határozott formája, és intézmények sem kapcsolódnak hozzá.”
Az In Search of the Miraculous című könyvben megjegyezték, hogy Gurdjieff szerint, ha egyszer a kezdeti iskola az igazi tanárral véget ért, akkor az összes többi iskola, mely megpróbálja az eredeti által megalkotott munkát tanítani, már nem valódi.

## Hamis iskolák
Gurdjieff jelezte, hogy vannak hamis iskolák, ahol a tanár:
- Teljesen tévesen úgy gondolja, hogy tud valamit, miközben semmit sem tud.
- Valaki másnak hisz, aki maga téved.
- Tudatosan megtéveszthet.

Ouspensky Gurdjieffet idézi, mikor azt mondja, hogy ezek a tanárok sehova sem vezették a diákjaikat, csak elhitették velük. Hozzátette azt is, hogy „Lehetetlen észrevenni a téves utat anélkül, hogy tudnánk a helyeset. Ez azt jelenti, hogy nincs értelme megpróbálni megtalálni a téves utat. Az embernek azon kell gondolkodnia, hogyan találjon rá a helyes útra.”
Gurdjieff azt is megjegyezte, hogy azok, akik csak tanításának bizonyos részeire fókuszálnak, negatív vagy téves következtetésekre jutnak.

## Eredete
Az In Search of the Miraculous című könyvben elmondták, hogy Gurdjieff megtagadta, hogy felfedje a Negyedik Út tanításainak eredetét. Később az önéletrajzában Gurdjieff megjelölt bizonyos embereket Ázsiából sok ötletével kapcsolatban, azonban ennek ellenére sem volt hajlandó nyilvánosságra hozni a rendszer eredetét. Tanításainak eredetére (sokan nem fogadják el Gurdjieff állításait a témában) különböző intellektuális és spirituális javaslatok érkeztek:
- Műszaki szókincs megjelent először a 19. század elején az orosz szabadkőművesektől származó Robert Fludd – P.D. Ouspensky
- Esoteric Christianity – Boris Mouravieff
- Naqshbandi Sufism – Idries Shah[15]
- Caucasian Ahmsta Kebzeh – Murat Yagan[1]
- Tibetan Buddhism – Jose Tirado[2]

## A tanítások alapja
A negyedik út azon képességre összpontosít folyamatosan, mely képes „tudatos munkát” és „szándékos szenvedést” előidézni.
A Tudatos Munka egy olyan cselekvés, ahol a munkát végző ember a jelenben van, nem szórakozott, mialatt a tevékenységet végzi, és/vagy „emlékszik önmagára”. Ugyanakkor igyekszik minél hatékonyabban teljesíteni a munkát.
A szándékos szenvedés a fizikai test vágyai ellen való küzdés, mint például álmodozás, öröm, étel (ha akkor is eszünk, mikor nem vagyunk éhesek), stb. 
Gurdjieff Beelzebub’s Tales című könyvében azt állítja, hogy „a legnagyobb »szándékos szenvedés« a jelenlétünkben akkor érhető el, ha kényszerítjük magunkat, hogy elviseljük mások kellemetlen megnyilatkozásait önmagunk felé”
Gurdjieff azt állította, hogy ez a két tevékenység volt minden emberi evolúció bázisa.

## Tanítások
Gurdjieff tanításai hatalmas mennyiségű témát ölelnek fel. Fő magyarázatai a következők közül kerültek ki: tudatosság, tudatalatti, magasabb tudatosság, lelkiismeret, a lelkiismeret lelkifurdalása, a fizikai test funkciói, magasabb testek, központok, öntudatosság, a tudás a megértéssel szemben, kivonat a személyiséggel szemben, egyetemes törvények, enneagram, a teremtés sugara, emberi történelem, nyelv, hipnózis, szent tánc, szent zene, az ember természetes gyengeségei... – néhány bővebben lejjebb:

### Önmegfigyelés
Az egyik szempont, hogy az ember tartsa szem előtt azokat a viselkedéseket és szokásokat, melyeket általában csak mások szoktak megfigyelni. Vizsgálja meg ezeket a szokásokat olyan szenvtelenül önmagában, ahogy más embereken szokta, mintha idegenként figyelné önmagát. Egy másik szempont megpróbálni felfedezni önmagunkban egy olyasfajta figyelmet, mely képes különbséget tenni a gondolataink, érzéseink és érzeteink között, amelyeket az adott pillanatban észlelünk, anélkül hogy ítélkeznénk vagy analizálnánk a megfigyelt dolgokat.

### A figyelem felosztása
Gurdjieff arra bátorította a tanítványait, hogy ápolják a figyelem megosztásának képességét, mert ez az a  képesség, aminek segítségével teljesen fókuszáltak maradhatunk akkor is, ha teljes mértékben összpontosítunk egy külső tárgyra vagy belső gondolatra, miközben teljesen tisztában vagyunk önmagunkkal abban a pillanatban. Valaki például egy másik ember kisujjának szenteli figyelme egy részét, miközben a másik fele tisztában van a saját létével. A figyelem megosztásánál, az elején elképzelhető, hogy valakinek oda-vissza kell mennie az egyik és másik dolog között. A cél azonban az, hogy mindkettőt teljesen, szimultán tudjuk átélni.

### Ön-emlékezet
A figyelem megosztásán túl fekszik az „önmagunkra emlékezés” – olyan állapot, mely tartós egy tudatos emberben, míg egy átlagember számára csak időleges. Ebben az állapotban az ember azt látja, ami látott anélkül, hogy szem elől tévesztené önmagát, miközben lát. Általában, mikor az emberek koncentrálnak valamire, elveszítik az „Én” érzését, bár előfordulhat, hogy passzívan reagálnak az ingerre, amire koncentrálnak. Az „ön-emlékezésben” az „Én” nincs elveszve.

### Az erőfeszítések szükséglete
Gurdjieff hangsúlyozta, hogy az ébredés tartós, következetes erőfeszítések eredménye. Ezek azok az erőfeszítések, melyeket az ember azután tett meg, hogy már kimerült, és úgy érzi, nem tud tovább menni, de mégis hajtja magát.

### A sok „én”
A sok „én” kifejezés az „én”-ben lévő különböző gondolatokat és érzéseket jelöli: „én azt hiszem, én azt akarom, én tudom a legjobban, én jobban szeretem, én boldog vagyok, én éhes vagyok, én fáradt vagyok” stb.  Az „én” ezen érzéseiben és gondolataiban általában nincs semmi közös, és csak rövid ideig van jelen. Közvetlenül kapcsolódik Gurdjieff azon állításához, miszerint az ember nincs egységben önmagával. Az egység ezen hiánya azt eredményezi, hogy ebben a pillanatban akarok valamit, a másikban pedig már valami mást, talán épp az előző dolog ellentettjét.

### Pihenés
Gurdjieff azt állította, hogy az emberek teste túlságosan feszült munkájuk során, és így teljesen feleslegesen veszítenek el egy csomó energiát. Gurdjieff odafigyelt arra, hogy pihentesse a fizikai testet, és minimalizálja az emberi izmok feszültségét.

## Központok

### A fő ágazati központok (Negyedik Út)
Gurdjieff  besorolása szerint a növényeknek egy, az állatoknak kettő, míg az embereknek három központjuk van. A központok olyan apparátusokra utalnak az élőlényen belül, mely konkrét szervi funkciókat irányít. Egy emberben három fő központ van: intellektuális, érzelmi és fizikai, továbbá két magasabb központ: magasabb érzelmi és magasabb intellektuális.

### Test, lényeg, személyiség
Gurdjieff három egymástól elkülönülő részre osztotta az embereket: testre, lényegre és személyiségre.
- A test a fizikai funkciókért felel.
- A lényeg (esszencia) – „az ember természetes része” vagy „amivel együtt született”: ez az élőlény azon része, mely képes a fejlődésre.
- Személyiség – minden mesterséges, amit „tanult” vagy „látott” valaki.

### Kozmikus törvények
Gurdjieff két fő kozmikus törvényre fókuszált: a Három Törvényére és a Hét Törvényére.
- A Law of Seven-t úgy írja le Gurdjieff, mint „az első alapvető kozmikus törvény”. Ez a törvény folyamatok megmagyarázására használatos. A hét törvény alapvető felhasználása annak a magyarázata, hogy az életben és a természetben miért nem történik semmi egy egyenes vonal mentén, azaz az életben mindig egyszer fenn, egyszer pedig lenn vagyunk, és ez így törvényszerű. Jó példa erre az atléta sportteljesítménye, aki még ha sikeres is, akkor is megvannak a maga rossz periódusai. Ez egy parabola formájú periódus, mely folyamatosan emelkedik és süllyed. Gurdjieff azt állította, hogy mivel ezek a periódusok törvényszerűen következnek be a Hét Törvény alapján, így lehetséges, hogy mégis megmaradjunk egy egyenes úton, ha a szükséges sokkot kellő időben beharangozták. A zongora billentyűzete egy jó példa a Hét Törvényre, hiszen a fő skála 7 hangja pontosan illik rá.
- A Law of Three Gurdjieff a „második alapvető kozmikus törvényként” aposztrofálja. Ez a törvény leírja, hogy minden egész jelenség három különböző részből áll, melyek: Aktív, Passzív, Egyeztetett vagy Semleges. Ez a törvény mindenre érvényes az emberiség körében és a világegyetemben, mint ahogy a struktúrákra és folyamatokra is. A Három Központ az emberben, melyek Gurdjieff szerint az Intellektuális, az Érzelmi és a Mozgó, kivételt képeznek ez alól. Gurdjieff azt tanította a diákjainak, hogy gondoljanak a három törvényre úgy, hogy az az energia lényegét transzformálja az emberbe. Az átalakítási folyamat három tevékenységet követel: megerősítést, tagadást, és megbékélést.

Hogy a Law of Seven és a Law of Three hogyan működik együtt, az a Negyedik Út Enneagramon szerepel illusztrálva: ez egy kilencágú szimbólum, mely Gurdjieff rendszerének központi írásjele.

### Hold-szimbolizmus
Gurdjieffről feljegyezték, hogy azt tanította, hogy az emberek adaptálnak és átalakítanak bizonyos anyagokat, melyek haláluk után elhagyják a testüket, és a Holdra kerülnek. A legegyszerűbb magyarázat a teóriára, ha összehasonlítjuk a biogeokémiai ciklussal, mint például a karbonciklus vagy a nitrogénciklus. A nitrogénciklusban a baktériumok elnyelik és szállítják a nitrogént a talajból az atmoszférába. Ezzel párhuzamosan Gurdijieff Hold-teóriája szerint az emberek átalakítanak bizonyos anyagokat, melyek a Földről a Holdra kerülnek.

### A szimbólumok használata
A magyarázataiban Gurdjieff gyakran használt különböző szimbólumokat, például az enneagramot vagy a Teremtés Sugarát. Gurdjieff azt mondta, hogy „az Enneagram egy univerzális szimbólum. Minden tudást beletehetünk az enneagramba, és annak segítségével le is fordíthatjuk... Egy ember lehet egészen egyedül a sivatagban, ha leteszi az enneagramot a homokba, az univerzum mindenható törvényeit olvashatja benne. És minden alkalommal tanulhat valami újat, amit nem tudott korábban.” A teremtés sugara egy diagram, mely a Föld helyét testesíti meg az Univerzumban.  A diagramon nyolc szint van, mindegyik megfelel Gurdjieff Nyolcak Törvényének.
A Nyolc Törvényének és az Enneagram jelentésének kidolgozása során Gurdjieff alternatív jelentéseket is felajánlott tanítványainak a világ értelmezésére és az ő benne betöltött helyükre.

### Munkakörülmények és szent táncok
Hogy olyan feltételeket biztosítson, melyek megfelelőek a figyelem intenzív gyakorlására, Gurdjieff „szent táncokat” és „mozgásokat” is tanított a tanítványainak, melyeket együtt hajtottak végre egy csoportban.
Gurdjieff hangsúlyozta azt a gondolatot, miszerint egy keresőnek a saját keresését kell elvégeznie. A tanár nem végezheti el a diák feladatát, ő csak egy útmutató az önmegismerés felé. Tanárként Gurdjieff a körülmények megteremtésére specializálódott – olyanokéra, melyek között a növekedés lehetséges volt, melyek között hatékony haladás volt elérhető akarattal. Ha olyan körülmények között találjuk magunkat, melyet egy tehetséges tanár állított fel nekünk, más előnyünk is van. Ahogy Gurdjieff fogalmazott: „Muszáj megértened, hogy minden embernek van egy határozott szereprepertoárja, melyet átlagos körülmények között használ… de helyezd őt csak egy kissé megváltoztatott körülmények közé, és egy olyan szerepet sem fog találni, melyet eljátszhatna, így egy rövid időre önmagává válik.”

## Az ember harmonikus fejlődésének intézménye
Négy évig szökésben a követőivel és családtagjaival, az orosz forradalom elől menekülve, Gurdjieff végül Franciaországban telepedett le, ahol megalapította Az ember harmonikus fejlődésének intézményét a Chateau Le Prieuré at Fontainebleau-Avon-on, 1922 októberében.
Az intézmény egy ezoterikus iskola volt, mely a Negyedik Utat tanította. Miután majdnem meghalt egy autóbalesetben 1924-ben, felépülése után bezárta az intézményt. Elkezdte írni az All and Everything-et. 1930-tól Gurdjieff látogatásokat tett Észak-Amerikába, ahol folytatta a tanításait.
Ouspensky elmondja, hogy a Gurdjieff-fel folytatott korai munkájában Moszkvában és Szentpéterváron, Gurdjieff megtiltotta a tanítványainak, hogy bármit is leírjanak vagy publikáljanak, ami vele vagy a tanításaival kapcsolatos. Azt mondta, hogy a tanítványok képtelenek lennének rendesen leírni azt, amit a csoportokban elmondott nekik. Később lazított ezen a szabályon, olyan hallgatókat is elfogadva, akik később közöltek írásokat a Gurdjieff-fel folytatott munkájukról.

## Gurdjieff után
Gurdjieff 1949-es halála után különböző csoportok próbálták meg folytatni a munkát. A Gurdjieff Alapítványt, amely a legnagyobb szervezet, amit maga Gurdjieff alapított, Jeanne de Salzmann szervezte újra az 1950-es éves elején, melyet közösen vezetett néhány másik tanítvánnyal. J. G. Bennett is vezetett csoportokat, és felvette a kapcsolatot a Subud és Sufi iskolákkal, hogy hasznosítsák a munkát különböző területeken. Maurice Nicoll, egy jungiánus pszichológus szintén saját csoportokat vezetett Gurdjieff és Ouspensky tanításai nyomán. A francia intézet hosszú ideig Madame de Salzmann vezetése alatt állt, aki Gurdjieff egyik közvetlen tanítványa volt. Az ő vezetése alatt alakult meg a londoni és a New York-i alapítvány.
Arra a képességre nézve viták folynak, hogy vajon mennyire tudják a tanítványok átadni Gurdjieff tanításait. Néhány kritikus úgy véli, hogy egyik tanítványa sem volt képes az ő szintjére eljutni. Támogatói azonban a jövőben is életben fogják tartani a tanításokat, és Gurdjieff kérésére beleveszik a Beelzebub’s Tales to His Grandson-ban leírtakat is. Ez arra utal, hogy Gurdjieff akarta tanításai fennmaradását még a halála után is.
Más támogatók nincsenek meggyőződve, de képesek a belső fejlődésre tekinteni, melyet Gurdjieff rendszerének kitartó gyakorlásával értek el.

## Fordítás
- Ez a szócikk részben vagy egészben  a   Fourth Way című angol Wikipédia-szócikk ezen változatának fordításán alapul.  Az eredeti cikk szerkesztőit annak laptörténete sorolja fel. Ez a jelzés csupán a megfogalmazás eredetét és a szerzői jogokat jelzi, nem szolgál a cikkben szereplő információk forrásmegjelöléseként.

## Külső hivatkozások

### Magyarul
- Ggurdjieff.hu és gurdjieff.hu (két különböző honlap Gurdjieff tanításáról, két egymástól független budapesti csoporttól)
- P. D. Ouspensky könyvei magyarul Pszichológia és negyedik út Egy ismeretlen tanítás töredékei
- Ouspensky fordítások egy budapesti negyedik út iskola lapján
- Önemlékezés (könyv a negyedik útról)

### Más nyelveken
- Gurdjieff Movements
- Gurdjieff International Review
- Gurdjieff Heritage Society resource for Gurdjieff Movements, music, photos, personal memoirs
- Usenet Fourth Way FAQ with basic information
- Writings on Gurdjieff's teachings in the Elizabeth Jenks Clark Collection of Margaret Anderson Papers[halott link] at Yale University Beinecke Rare Book and Manuscript Library
- Fourth Way Homeschool Original papers based on Fourth Way concepts and the ideas of G. I. Gurdjieff
- The Fourth Way 21st Century resource for basic practical teaching